# (311999) 2007 NS2
(311999) 2007 NS2 est un petit astéroïde troyen de Mars, en orbite près du point L5 du couple Soleil-Mars (60 degrés en arrière de Mars sur son orbite). Il fait partie de la famille d'Eurêka.